# 서천군 (1988년 선거구)
서천군은 대한민국의 옛 국회의원 선거구이다. 당시 충청남도 서천군 지역을 관할했다.

## 역사
대한민국 제13대 국회의원 선거를 앞두고 청양군·홍성군·예산군 선거구에서 분리되면서 신설되었다.
대한민국 제16대 국회의원 선거를 앞두고 실시된 선거구 개편 과정에서 서천군 선거구가 인구 하한선 미달이 되었다. 이에 보령시 선거구와 통합되어 보령시·서천군 선거구를 형성하게 됨에 따라 폐지되었다.

## 역대 국회의원
| 선거   | 정당 | 정당         | 의원   |
| ------ | ---- | ------------ | ------ |
| 1988년 |      | 민주정의당   | 이긍규 |
| 1992년 |      | 민주자유당   | 이긍규 |
| 1996년 |      | 자유민주연합 | 이긍규 |

## 역대 선거 결과

### 대한민국 제13대 국회의원 선거
|  | 42.22% |

|  | 37.42% |

|  | 16.85% |

|  | 2.71% |

|  | 0.77% |

### 대한민국 제14대 국회의원 선거
|  | 44.55% |

|  | 42.38% |

|  | 10.31% |

|  | 2.74% |

### 대한민국 제15대 국회의원 선거
|  | 47.00% |

|  | 43.49% |

|  | 9.50% |